# Progressz M–14M
A Progressz M–14M (oroszul: Прогресс М–14М) orosz Progressz M (11F615A60) típusú teherszállító űrhajó, melyet a Nemzetközi Űrállomáshoz indítottak 2012-ben. Az RKK Enyergija vállalat építette, gyári sorozatszáma 414.

## Küldetés
A teherűrhajó több mint 2669 kg rakományt szállít a Földtől mintegy 350 kilométer távolságban keringő Nemzetközi Űrállomásra. Rakterében az élet és munkafeltételeket biztosító rakományt: vizet, élelmiszert, orvosi eszközöket, fehérneműt, piperecikkeket, valamint tudományos kísérletekhez szükséges felszereléseket szállít.

## Űrrepülés
2012. január 25-én éjjel bajkonuri űrrepülőtérről indították a teherűrhajót. Az automata üzemmódban repülő űreszközt Szojuz–U (1A511U) hordozórakéta juttatta pályára. Január 28-án hajnalban sikeresen rácsatlakozott a Nemzetközi Űrállomás (ISS) Pirsz moduljára. A teherszállító az aktív szolgálatát az űrállomáson keletkezett hulladék leszállításával fejezi be (légkörben történő elégés).